# Karan-e Bozorg (ort i Iran)
Karan-e Bozorg (persiska: كَرين, كَرَنِ بُزُرگ, كرن بزرگ, Karīn) är en ort i Iran.   Den ligger i provinsen Ardabil, i den nordvästra delen av landet, 300 km nordväst om huvudstaden Teheran. Karan-e Bozorg ligger 1 628 meter över havet och antalet invånare är 539.
Terrängen runt Karan-e Bozorg är bergig åt nordväst, men åt sydost är den kuperad. Runt Karan-e Bozorg är det ganska glesbefolkat, med 38 invånare per kvadratkilometer. Närmaste större samhälle är Kolowr, 9,5 km nordost om Karan-e Bozorg. Trakten runt Karan-e Bozorg består i huvudsak av gräsmarker.